# Mariä Himmelfahrt (Breitenbrunn)

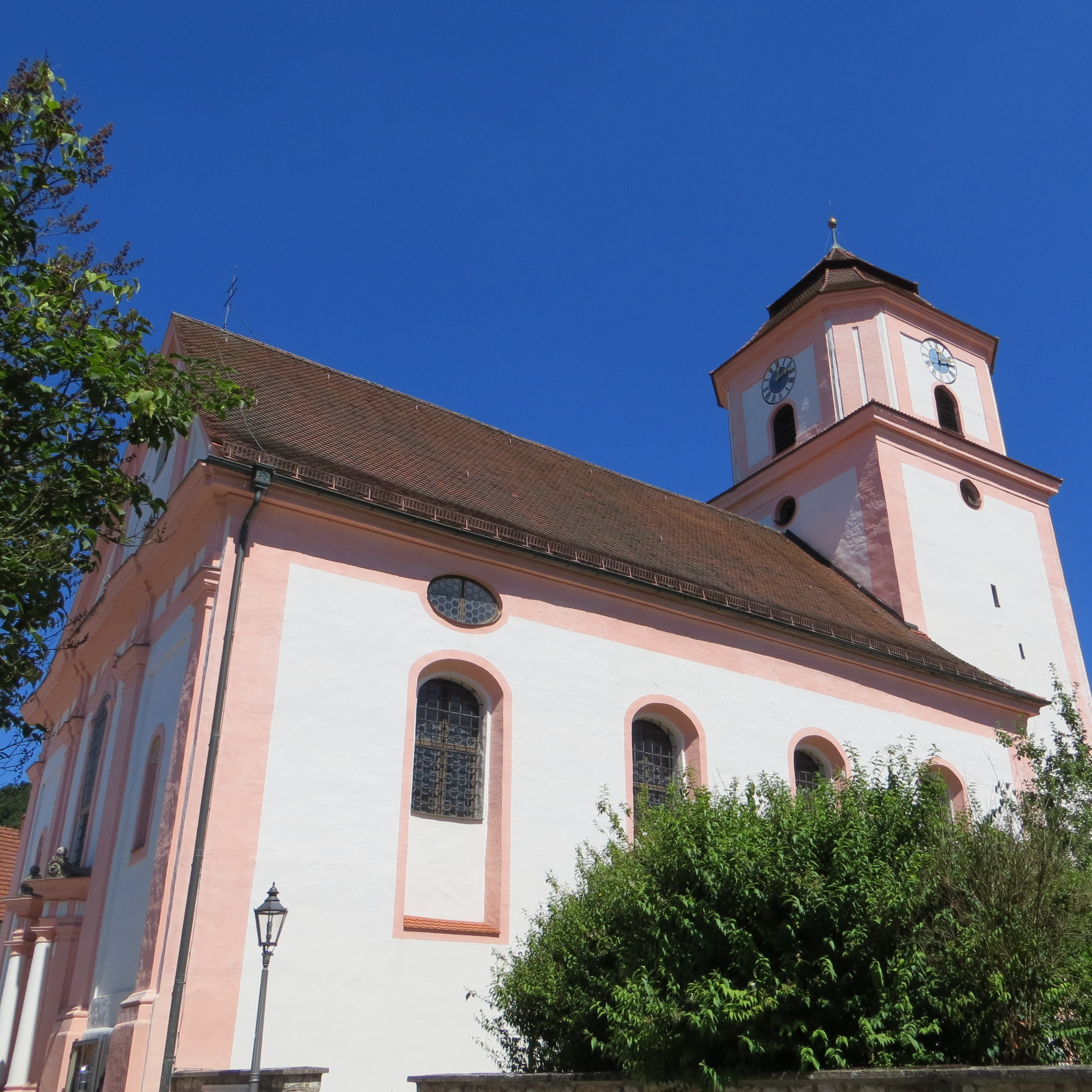
Mariä Himmelfahrt (Breitenbrunn)

Die römisch-katholische, denkmalgeschützte Pfarrkirche Mariä Himmelfahrt steht in Breitenbrunn, einem Markt im Landkreis Neumarkt in der Oberpfalz von Bayern. Die Kirche gehört zum Dekanat Neumarkt in der Oberpfalz im Bistum Eichstätt. Das Bauwerk ist unter der Denkmalnummer D-3-73-115-7 als Baudenkmal in die Bayerische Denkmalliste eingetragen.

## Beschreibung
Der Chorturm der Saalkirche stammt aus dem 13. Jahrhundert. An ihn wurde 1716/17 das spätbarocke Langhaus nach Westen angebaut. Der quadratische Chorturm wurde 1726 mit einem achteckigen Geschoss aufgestockt, das die Turmuhr und den Glockenstuhl mit vier 1922 gegossenen Gussstahlglocken beherbergt, und mit einem doppelstöckigen Zeltdach bedeckt ist. Die Fassade mit drei Achsen im Westen des Langhauses ist mit toskanischen Pilastern gegliedert, im mittleren befindet sich das von Säulen flankierte Portal.
Der Innenraum des Langhauses ist mit einem Stichkappengewölbe überspannt, der des Chors mit einem Kreuzgratgewölbe. Die Kirchenausstattung ist um 1720/30 entstanden. Der Hochaltar wird beidseitig von drei Säulen flankiert. Neben ihm stehen die Statuen des heiligen Nikolaus und des heiligen Blasius. Rechts im Chor steht das Epitaph für Albrecht von Wildenstein zu Breitenegg († 1532) und seine beiden Gemahlinnen. Die Orgel wurde 1997 von Mathis Orgelbau errichtet.